# Wiedemar
Wiedemar är en kommun och ort i Landkreis Nordsachsen i förbundslandet Sachsen i Tyskland. Kommunen har cirka 5 500 invånare.